# Thore Bäckman
Tore (Thore) Ingvar Levin Bäckman, född 5 mars 1950 i Kållerstads församling i Jönköpings län, är en svensk militär.

## Biografi
Bäckman avlade officersexamen vid Krigsskolan 1974 och utnämndes samma år till fänrik i armén. Han befordrades till kapten vid Norra Smålands regemente 1977, gick Chefskursen vid Försvarshögskolan 1982–1984 och befordrades till major 1983. Han tjänstgjorde vid Arméstaben 1986–1988 och stabschef i staben vid en brigad 1988–1990. År 1990 befordrades han till överstelöjtnant, varefter han var sektionschef vid staben i Västra militärområdet 1990–1994. Han befordrades 1994 till överste och var chef för Smålandsbrigaden 1994–1998, varefter han var chef för Utvecklingsenheten vid Armécentrum 1998–1999. År 1999 befordrades han till överste av första graden, varpå han var chef för Smålands regemente tillika befälhavare för Smålands försvarsområde 1999–2000. Åren 2000–2005 var han chef för Totalförsvarets ammunitions- och minröjningscentrum.
Thore Bäckman är sedan flertalet år aktiv i militärmusikfestivalen Eksjö International Tattoo. Thore fungerar där som konferencier och producent. 